# براين جونسون
براين جونسون (بالإنجليزية: Bryan Johnson)‏ (ولد في 22 أغسطس 1977) هو رجل أعمال أمريكي، مستثمر رأسمالي. هو المؤسس والرئيس التنفيذي لشركة كيرنيل، وهي شركة تقوم بتطوير واجهات عصبية متقدمة، وأوه إس فاند، وهي شركة استثمار رأسمالية تستثمر في شركات العلوم والتكنولوجيا في مراحلها الأولية.
كان براين أيضًا مؤسسًا ورئيسًا لمجلس الإدارة والرئيس التنفيذي لشركة برين ترى، وهي شركة متخصصة في أنظمة الدفع لشركات التجارة الإلكترونية عن طريق الهاتف المحمول وشبكة الإنترنت. استحوذت إيباي على الشركة مقابل 800 مليون دولار في عام 2013. يعيش جونسون في لوس أنجلوس بالولايات المتحدة الأمريكية.